# Episodi di From (seconda stagione)
La seconda stagione della serie televisiva From, composta da 10 episodi, è stata distribuita negli Stati Uniti d'America da MGM+ dal 23 aprile al 25 giugno 2023.
In Italia la serie è stata distribuita da Paramount+ dal 19 maggio 2023.
| nº | Titolo originale            | Titolo italiano              | Pubblicazione USA | Pubblicazione Italia |
| -- | --------------------------- | ---------------------------- | ----------------- | -------------------- |
| 1  | Strangers in a Strange Land | Stranieri in Terra Straniera | 23 aprile 2023    | 19 maggio 2023       |
| 2  | The Kindness of Strangers   | La gentilezza degli Estranei | 30 aprile 2023    | 19 maggio 2023       |
| 3  | Tether                      | Legami                       | 7 maggio 2023     | 26 maggio 2023       |
| 4  | This Way Gone               | Sparito in questo modo       | 14 maggio 2023    | 2 giugno 2023        |
| 5  | Lullaby                     | Ninna nanna                  | 21 maggio 2023    | 9 giugno 2023        |
| 6  | Pas de Deux                 | Passo a due                  | 28 maggio 2023    | 16 giugno 2023       |
| 7  | Belly of the Beast          | Il ventre della bestia       | 4 giugno 2023     | 23 giugno 2023       |
| 8  | Forest for the Trees        | La foresta per gli alberi    | 11 giugno 2023    | 30 giugno 2023       |
| 9  | Ball of Magic Fire          | Una palla di fuoco magico    | 18 giugno 2023    | 7 luglio 2023        |
| 10 | Once Upon a Time...         | C'era una volta              | 25 giugno 2023    | 14 luglio 2023       |

## Stranieri in Terra Straniera
- Titolo originale: Strangers in a Strange Land
- Diretto da: Jack Bender
- Scritto da: John Griffin e Jeff Pinkner (storia); John Griffin (sceneggiatura)

### Trama
L'autobus giunge in città. Uno dei passeggeri sembra avvertire il pericolo e avvisa gli altri, ma nessuno gli crede. I residenti giungono vicino l'autobus e radunano i passeggeri in un edificio vicino. Jade intanto, colto dallo sconforto per la missione fallita con la radio, chiede ad Ethan di portarlo nella stanza di Victor. Qui il bambino dice che Victor "sta facendo la sua parte per la missione", e Jade gli mostra i simboli raffigurati sul vecchio diario e che lui ogni tanto vede sparsi in giro, e gli mostra la polaroid in cui si vede Victor da bambino. Donna cerca di convincere Bakta, l'autista dell'autobus, del pericolo e della situazione in cui sono finiti, ma lei non le crede. Quando prova ad andarsene, Donna spara ad uno pneumatico dell'autobus, così da convincere tutti ad entrare al sicuro. Intanto il passeggero che aveva avvertito il pericolo, comincia ad avere le convulsioni, proprio come accaduto a Sara e ad Ethan. Jim, Tom e due passeggeri dell'autobus cercano di salvare Tabitha provando ad estrarla dalla frana, ma la casa improvvisamente crolla intrappolandoli. Gli abitanti del paese decidono dunque, a malincuore, di lasciarli lì la notte dato che il buio si sta avvicinando e, provando ad estrarli troppo velocemente, avrebbero messo tutti a rischio. Victor e Tabitha intanto esplorano i tunnel sotterranei, notando tante creature inquietanti dormienti che però stanno per svegliarsi. Alla fine trovano un cunicolo attraverso cui riescono a malapena a scappare nella foresta dopo che le creature nel sottosuolo si sono svegliate. Con l'aiuto di uno sconosciuto, Boyd esce dal pozzo. Scopre che lo sconosciuto è un uomo anziano incatenato ad una parete, ossuto e abbandonato lì da molto. L'uomo chiede a Boyd di ucciderlo. Alla cittadina intanto si scopre che la ragazza di Kristi, di cui lei aveva parlato, è lì. Si trovava sull'autobus anche lei. 

## La gentilezza degli Estranei
- Titolo originale: The Kindness of Strangers
- Diretto da: Jack Bender
- Scritto da: John Griffin e Jeff Pinkner (storia); John Griffin (sceneggiatura)

### Trama
Boyd si rifiuta di uccidere l'uomo, il cui nome è Martin, e cerca invece di liberarlo. Martin dice a Boyd che le creature nella foresta sono solo "la punta dell'iceberg". Boyd vede un carillon per terra che inizia a suonare da solo, e l'uomo lo avverte che stanno arrivando. Victor e Tabitha dopo esser scappati in tempo dalla foresta si rifugiano in un vecchio camion, usato come base segreta da Victor. Kristi cerca di ristabilire un legame con Marielle, la sua fidanzata. Lei, ignara di dove sia finita, si sente abbandonata, pensa che Kristi si sia unita ad una sorta di setta. Sono scettici un po' tutti i passeggeri dell'autobus, non credono alle parole di Donna e di Kenny. Per questo molti rimangono fuori e durante la notte vengono uccisi dalle creature. Queste si recano poi verso la casa crollata e uccidono Tom, mentre Jim osserva inorridito la scena, ma riesce a non farsi sentire. Martin chiede a Boyd se ha mai considerato l'ipotesi che Abby avesse ragione sul fatto che tutto ciò che stanno vivendo sia un sogno. Mentre Boyd si chiede come faccia a sapere il nome di sua moglie, l'uomo gli afferra il braccio e trasferisce in lui dei parassiti simili a vermi prima di morire. Boyd si ritrova poi nella foresta, dove seguendo un cane dopo un po' si ricongiunge a Tabitha e Victor nel camion, portando con sé un talismano che li mette al sicuro. Qui giunge anche il passeggero dell'autobus che aveva avuto le convulsioni. Victor dice di non fidarsi di lui. 

## Legami
- Titolo originale: Tether
- Diretto da: Alexandra La Roche
- Scritto da: John Griffin e Jeff Pinkner (storia); John Griffin (sceneggiatura)

### Trama
Boyd dice ad Ellis che essere stato nella foresta così a lungo non ha portato a nulla, e che inoltre non sa dove sia Sara. Ellis gli dice di pensare che Fatima stia perdendo una parte di sé, non ha più il suo spirito positivo. Mentre Jim si sta riprendendo in ospedale, Tabitha gli rivela che i fili elettrici non sono collegati a nulla, quindi è un mistero di come arrivi la corrente nelle case. Randall e il resto dei passeggeri dell'autobus vogliono andar via, ma giunge Boyd che riesce a calmare la situazione, portando tutti loro a vivere alla Casa Coloniale. Mentre Kenny controlla le trappole ed Ellis raccoglie dei fiori per Fatima nella foresta, scoprono Kelly, una delle passeggeri, inchiodata ad un albero con una barra che le trapassa la testa. Incredibilmente è ancora viva. I mostri l'hanno inchiodata all'albero per costringerla ad assistere alla morte del ragazzo. Dopo aver scoperto che il suo violino è scomparso dalla sua camera, Victor affronta Jade, che glielo restituisce e gli chiede informazioni sui simboli. Victor se ne va infuriato senza rispondere. Kristi e Marielle iniziano a discutere della loro relazione, ma vengono interrotte da Kenny che arriva per chiedere aiuto. Kristi esamina Kelly ma la informa che in quelle condizioni non sopravviverà, infatti poco dopo muore quando Boyd cerca di liberarla dall'albero. Kristi allora ritorna da Marianne per sfogarsi. Fatima porta Elgin al laghetto nella foresta, dato che lui dice di averlo visto nel suo sogno sull'autobus. Tabitha vede dei bambini strani e inquietanti mentre lei e Julie si preparano a trasferirsi dai Liu. Ethan lavora su un puzzle a forma di scultura e Tabitha nota che assomiglia al cumulo di pietre che ha visto crollare nei tunnel sotterranei. Subito dopo rivede le due bambine inquietanti. Boyd intanto racconta a Donna una strana coincidenza: unendo i nomi di due passeggeri morti durante la notte si ottiene nome e cognome della prima persona che lui ha visto morire in guerra. Kenny scopre Sara nel seminterrato della chiesa.

## Sparito in questo modo
- Titolo originale: This Way Gone
- Diretto da: Alexandra La Roche
- Scritto da: John Griffin e Jeff Pinkner (storia); John Griffin (sceneggiatura)

### Trama
In un flashback viene mostrato l'arrivo della famiglia Liu. Kenny porta Boyd da Sara nella chiesa. Sara dice allo sceriffo che è stato il bambino vestito di bianco a suggerirle di andare nell'albero e che, secondo lei, il bambino è diverso dai mostri, vorrebbe aiutarli, ma non sa come. Boyd racconta a Kenny della connessione unica di Sara con la città e coi mostri, ma improvvisamente si sente male a causa del parassita che ora ha nel corpo. Julie ed Ethan visitano la Casa Coloniale in quanto il bambino vuole parlare con Victor, che però è arrabbiato con lui per aver permesso a Jade di entrare nella sua stanza. Julie vede Elgin fissare il vuoto e inizia a parlare con lui. Boyd per il malore si reca da Kristi, i due discutono della progressione del suo Parkinson e dei suoi morsi di ragno nella foresta. Lei però nota anche la ferita inflitta dall'uomo nella caverna. Intanto Jim dice a Tabitha la sua idea secondo cui tutte le varie coincidenze, tra cui il fatto che tra tante persone sia arrivata proprio la fidanzata di Kristi, non siano casuali. Secondo lui sono tutti vittime di un esperimento malato tramato da qualcuno curioso di vedere come avrebbero reagito. Le dice inoltre della voce alla radio che gli diceva che Tabitha non avrebbe dovuto scavare, segno del fatto che qualcuno li stesse osservando. E, come punizione per aver scavato, gli hanno fatto crollare l'intera abitazione. L'unica ad aver sentito la voce è Donna, Jim parla con lei, che però pensa che anche se qualcuno li stesse osservando, sicuro non li aiuterebbero ad uscire di lì. Ma che, anzi, sarebbe meglio evitare di fargli scoprire che sanno di loro per evitare la loro reazione. Inoltre questa teoria non è nemmeno sicura, e sarebbe meglio evitare di dare ulteriori false speranze agli abitanti. Boyd ha un'allucinazione di Padre Khatri con cui discute della situazione tra Sara e Kenny e del fatto che lei ha ucciso suo padre aprendo la porta ai mostri. Randall ha un altro scatto d'ira alla Casa Coloniale e Donna lo manda l'intera notte fuori sull'autobus. Sara racconta a Kenny di aver aperto lei la porta della clinica, quindi lui affronta Boyd e si dimette da vice.

## Ninna nanna
- Titolo originale: Lullaby
- Diretto da: Jack Bender
- Scritto da: John Griffin e Vivian Lee

### Trama
Randall passa la sua prima notte sull'autobus. Jade ha un'allucinazione e vede Christopher, l'uomo presente nella sua polaroid, che tiene in mano il quaderno con i simboli. Dal quaderno inizia a gocciolare sangue. Jim e Tabitha affrontano Boyd per non aver fatto nulla a Sara, alla quale viene detto di non avvicinarsi mai più a loro. Ethan si chiude nella sua stanza impaurito dopo aver sentito la sua famiglia parlare di Sara. Dopo un po' chiede di vedere Sara e di voler parlare con lei. Le dice che è un mostro e che non ha paura di lei. Kristi e Marielle intanto rafforzano il loro legame e si baciano. Sara si intrufola nella sua vecchia casa, quella di lei e Nathan, per prendere un oggetto della loro infanzia a cui tiene, ma viene respinta dagli attuali occupanti. Dopo aver conosciuto Elgin, Sara va alla tavola calda per prendere le sue cose. All'uscita Kenny, profondamente arrabbiato con lei, le rompe tutti i suoi oggetti. Victor mostra a Jade il cimitero delle automobili, un luogo in cui lui portava tutte le auto per non vederle. Gli chiede di suonare il suo violino in quel luogo e in cambio gli darà informazioni su Christopher. Gli dice che l'uomo cambiò totalmente dopo aver visto tutti quei simboli, e forse uccise tantissimi cittadini durante la notte. Tabitha immagina di venire attaccata da tantissimi bambini inquietanti che cantano. Jim racconta a Boyd della voce alla radio e della sua teoria al riguardo. Boyd chiede a Tien-Chen di parlare.

## Passo a due
- Titolo originale: Pas de Deux
- Diretto da: Jack Bender
- Scritto da: John Griffin e Jeff Pinkner (storia); John Griffin (sceneggiatura)

### Trama
Boyd parla con Tian-Chen della presenza di Sara in città, le dice che lui vorrebbe portare tutti via da lì. Prima di andar via ha una strana visione sul carillon visto nella caverna. In seguito dice a Kenny e a Kristi dei parassiti sotto la sua pelle, ma loro due non li vedono. Dale sostiene che alle persone dell'autobus non dovrebbe essere dato cibo a causa delle carenze alimentari. Durante la discussione, Dale accoltella Ellis per sbaglio. Elgin lo porta alla clinica con Fatima di notte. Qui Kristi cerca di salvarlo, ma dice a Boyd che dovrebbe dargli il suo sangue, in quanto ha urgentemente bisogno di fare una trasfusione. Ma lui non vuole trasferirgli anche i parassiti. Finalmente anche gli altri riescono a vederli fluire nel suo corpo. Kenny propone di passarli a lui, così da poter poi salvare Ellis. Ma Boyde rifiuta, in quanto questi stanno peggiorando il suo stato di salute. Riflettendo su questo a Boyde viene un'idea: esce durante la notte per passare i parassiti ai mostri. Riesce a trasferirli ad uno di loro, uccidendolo nel processo. Fatima chiede a Kristi un test di gravidanza. La trasfusione di Ellis ha successo. Kenny ammette che avrebbero dovuto credere a Boyd riguardo al suo viaggio nella foresta e ai parassiti sotto la sua pelle.

## Il ventre della bestia
- Titolo originale: Belly of the Beast
- Diretto da: Brad Turner
- Scritto da: John Griffin e Jeff Pinkner (storia); John Griffin (sceneggiatura)

### Trama
Kristi e Boyd decidono di portare dentro il cadavere del mostro per studiare il loro corpo facendo un'autopsia, nonostante il timore di Kenny. Jim e Tabitha discutono se Ethan debba passare del tempo con Victor. Poco dopo, uno dei passeggeri dell'autobus, Randall, fa volare il suo drone sopra Jim. Lui cerca di convincerlo che l'oggetto sarebbe utile nella ricerca per scappare. In seguito Victor cerca di essere cattivo con Ethan per convincerlo a stargli lontano, visto che ai suoi amici accadono cose brutte. Ma poi si fa aiutare dal bambino. Jade ammette a Tabitha di avere avuto anche lui delle allucinazioni e che quindi non è l'unica ad averne. Le parla dei simboli, e lei lo riconosce: l'ha visto sulle pareti del tunnel sotterraneo. All'ospedale intanto, durante l'autopsia Marielle inizia a manifestare i sintomi dell'astinenza e Kenny si chiede dove siano finiti i vermi trasmessi da Boyd. Non è troppo convinto di procedere con l'autopsia, ma Kristi lo convince dicendo che se riescono ad estrargli il sangue infetto dal parassita potrebbero creare un veleno contro i mostri. Jim racconta a Randall la sua teoria sul fatto che il posto sia un esperimento, e Randall gli fa notare che forse qualcuno degli abitanti potrebbe esser coinvolto per mantenere in piedi il tutto. Intanto Fatima dice a Donna che è incinta, nonostante le era stato detto che non poteva avere figli. Quindi pensa sia l'ennesima presa in giro di quel luogo, ma Donna la rincuora. In seguito, all'ospedale Marielle sogna che il mostro appena ucciso si sia risvegliato e li stia attaccando, mentre vede il carillon che suona. Kristi scopre che l'interno del mostro è simile a quello di un umano, con i vari organi vitali, ma è  completamente secco, prosciugato. Eccetto la bile, che viene estratta. Elgin dice a Julie del cadavere, nonostante gli era stato detto di non dirlo a nessuno. Lui non riesce a ricordare un dettaglio importante del suo sogno. Sotto consiglio di Julie per rilassarsi si fa un bagno, poi sente il carillon e sembra essere trattenuto sotto l'acqua da una donna mostruosa.

## La foresta per gli alberi
- Titolo originale: Forest for the Trees
- Diretto da: Brad Turner
- Scritto da: John Griffin e Vivian Lee

### Trama
Kenny sogna che stranamente il telefono che hanno in casa squilla. Quando risponde, una voce canta: "Toccano, rompono, rubano. Nessuno qui è libero". Poi ha un'allucinazione in cui creature simili a cicale escono dalla pentola e lo pizzicano. Al risveglio si ritrova effettivamente un pizzico di insetto sul braccio. Jim e Randall continuano a fare volare il drone per indagare sulla voce alla radio. Randall inizia a fomentare la paura di una cospirazione in città, insinuando che i residenti possano essere coinvolti, e che le persone morte siano in realtà vive, servivano solo per spaventarli. Tabitha mostra a Jade l'ingresso del tunnel dove ha visto il simbolo e dove per la prima volta ha visto i bambini inquietanti che cantavano. In seguito Tabitha e Victor parlano del perché lui non abbia detto tutta la verità a Jade riguardo ai simboli, ma lui spiega che quando le persone fanno troppe domande e cercano risposte, poi non tornano più. E che non c'è una via di uscita. Boyd e Kenny vanno da Kristi per prendere altra bile, ma vedono moltissime cicale che strisciano sopra il cadavere del mostro. Sono le stesse viste da Kenny durante il sogno. Arriva per caso Donna, quindi Boyd le dice tutto sul cadavere, ma quando glielo fa vedere le cicale sono scomparse. In seguito lui e Kenny decidono di bruciare il cadavere. Victor porta Tabitha al cimitero delle automobili e le mostra alcuni disegni che lui avrebbe voluto dimenticare. Questo scatena un flashback della madre e della sorella che lo lasciano nella cantina per permettergli di salvarsi. Vedono il disegno di una torre alta e lui dice che è lì che sua madre è andata per "salvare i bambini" chiusi lì dentro, ed è proprio durante quella notte che "sono successe le cose brutte". Dopo che Boyd e Kenny hanno bruciato il corpo, ritornano in città e sentono il rumore delle cicale. Reggie, un residente della città, esce di casa urlando e sanguinante. Jim trova Donna legata a un albero nella foresta e scopre che Randall è il responsabile, in quanto secondo le sue teorie è lei la cospiratrice, la complice dell'esperimento. 

## Una palla di fuoco magico
- Titolo originale: Ball of Magic Fire
- Diretto da: Jack Bender
- Scritto da: John Griffin e Jeff Pinkner (storia); John Griffin (sceneggiatura)

### Trama
Boyd e Kenny scoprono che la moglie di Reggie, Paula, è stata uccisa di giorno dalle cicale mentre dormiva. Fatto totalmente inaspettato, dato che finora non avevano mai attaccato di giorno. Prima di morire Paula ha detto: "Toccano, rompono, rubano. Nessuno qui è libero", la stessa frase sentita da Kenny al telefono. Boyd raduna i residenti per avvisarli che devono rimanere svegli durante la notte. Randall, vedendo che Jim tenta di liberare Donna, pensa che anche lui sia complice, quindi lo minaccia con un coltello. Subito dopo giunge Boyd che ripristina l'ordine e dice a tutti di ritornare in città, ma Randall lancia via la chiave del furgone, pensando che tanto i mostri non li avrebbero attaccati, essendo tutti complici dell'esperimento. Reggie viene portato alla Casa Coloniale e informa i residenti che devono restare svegli. Kristi e Marielle si sistemano alla Casa Coloniale, dove Kristi si occupa dei sintomi di astinenza di Marielle. In seguito Marielle ha allucinazioni sulle cicale e cade in coma. Boyd, Donna, Jim e Randall passano la notte nel camper. Le creature si avvicinano al camper ma si fermano quando la musica del carillon inizia a suonare alla radio. Randall impazzisce, non ne può più di stare lì, rompe il finestrino del camper, corre nella foresta e viene attaccato dalle cicale. Boyd, Jim e Donna scappano con il furgone e vanno alla Casa Coloniale. Elgin dice di esser riuscito finalmente a ricordare il suo sogno e lo racconta a Boyd e agli altri: il bambino vestito di bianco gli dice: "Stanno arrivando, in tre rischierete, a meno che la musica non fermerete". Bakta racconta che sua nonna cantava una filastrocca che combina due frasi: questa e quella sentita da Kenny e Paula, aumentando le strane coincidenze. Anche Julie ha delle allucinazioni sulle cicale e cade in coma.

## C'era una volta
- Titolo originale: Once Upon a Time...
- Diretto da: Jack Bender
- Scritto da: John Griffin e Jeff Pinkner

### Trama
Donna recupera Randall, che è vivo ma in coma come Julie e Marielle. Tutti e tre a tratti si risvegliano urlando e lamentandosi. Sara dice a Boyd che è stato lui a causare tutto ciò liberando involontariamente l'entità, che si sta nutrendo delle tre persone in coma e vuole vedere tutti soffrire, facendo intendere che tutti potrebbero morire come Paula appena si addormentano. Gli dice anche che deve distruggere il carillon. Tabitha crede che debba salvare i bambini che vede nelle sue visioni per salvare sua figlia, per questo chiede a Victor di portarla alla torre dove doveva andare anche sua madre. Jade esplora dei tunnel sotterranei e, in una visione, vede sette bambini inquietanti che cantano guardando verso un'apertura nel soffitto che forma il simbolo che lui ha visto più volte. Dopo aver assistito al matrimonio tra Ellis e Fatima, Boyd torna alla caverna dove aveva trovato l'uomo incatenato. Qui vede Julie, Marielle e Randall incatenati e torturati da una forza invisibile. Mentre sta per distruggere il carillon, vede una visione di Abby che gli dice che combattere l'entità prolungherà solo la sofferenza di tutti. Boyd la ignora e distrugge la scatola, facendo risvegliare i tre prigionieri dai loro coma e ponendo apparentemente fine alla minaccia immediata per la città, visto che non si sentono più nemmeno le cicale. Victor porta Tabitha ad un albero che la trasporta alla torre, dove crede che i bambini siano tenuti prigionieri. Dopo aver scalato la torre, incontra il bambino vestito di bianco, che le dice che gli dispiace ma che che "questo è l'unico modo", prima di spingere Tabitha giù da una finestra. Tabitha si risveglia in un ospedale, dove un medico le dice che è stata trovata sul ciglio di un sentiero da alcuni escursionisti tre giorni prima. Tabitha realizza di essere ritornata nel mondo esterno.